# OKAY.com屋企
OKAY.com屋企（英語：OKAY.com，簡稱「OKAY」），香港註冊網上地產公司，成立於2011年。

## 公司背景
OKAY.com 屋企由一班從事科技行業的企業家夥拍 Asia Pacific Properties 於2011年創立，「屋企（nguk kei）」為「Okay」的諧音。其重點業務遍佈港島、九龍站、愉景灣、西貢、清水灣及跑馬地等地區，主要透過網上運作平台，並以創新科技提供適時樓市資訊，包括逾一萬個物業（香港佔3000個、海外佔7000個）、區域樓價與投資建議。

## 公司發展
OKAY.com屋企本於中環、銅鑼灣及愉景灣三處設置辦公室，但2018年11月進行逆市擴充，新增兩個共享辦公室：港島西及九龍區，而代理人數亦由原來70人增至約140人；該行的營運資金主要投放在旗下經紀、網站及系統上，並不會用於開設實體店舖。

## 外部連結
- OKAY.com屋企的Facebook專頁
- OKAY.com屋企的Instagram帳戶